# Gyretes dampfi
Gyretes dampfi is een keversoort uit de familie van schrijvertjes (Gyrinidae). De wetenschappelijke naam van de soort is voor het eerst geldig gepubliceerd in 1949 door Ochs.